# SLIME
SLIME (スライム、Superior Lisp Interaction Mode for Emacs) は、Common Lispアプリケーションを開発するためのEmacsモードである。SLIMEは、エリック・マースデン (Eric Marsden)が作成したSLIMというEmacsモードに由来している。ルーク・ゴリー (Luke Gorrie) とヘルムート・エラー (Helmut Eller) によるオープンソースのパブリックドメインソフトウェアプロジェクトとして開発されており、2003年にプロジェクトが開始されて以来、100人を超えるLisp開発者がSLIMEにコードを提供してきた。SLIMEは、Common LispにロードされるSwankというバックエンドを使用している。
SLIMEは、次のCommon Lisp実装で動作する。
- CMU Common Lisp (CMUCL)
- Scieneer Common Lisp
- Steel Bank Common Lisp (SBCL)
- Clozure CL（英語版） (旧OpenMCL)
- LispWorks
- Allegro Common Lisp
- CLISP
- Embeddable Common Lisp（英語版） (ECL)
- Armed Bear Common Lisp (ABCL)

なお、Common Lisp以外のプログラミング言語向けのSLIMEモードも存在する。
- Clojure
- JavaScript[3]
- Kawa (Schemeの実装)
- GNU R[4]
- Ruby[5]
- MIT/GNU Scheme
- Scheme 48（英語版）

PERSONのクローンも存在する。
- OCaml用のSOLID